# Косенко, Анатолий Яковлевич
Анатолий Яковлевич Косе́нко (29 октября [11 ноября] 1915, Киев — 5 января 2007, Киев) — советский архитектор.

## Биография
Родился 29 октября (11 ноября) 1915 года в Киеве (ныне Украина). Окончил КИСИ (1941), где с 1960 года преподавал. Одновременно с 1941 года работал в институте «Киевпроект».
Умер 5 января 2007 года в Киеве.
Сын — архитектор Косенко, Юрий Анатольевич.

## Проекты
Жилые дома № 32—34 на Ярославской улице (1948); № 69 на Владимирской (1950; оба — в соавторстве); № 63—67 на Красноармейской (ныне Большой Васильевской) (1953); № 20 на Цитадельной (1955); стадион «Спартак» (1949); комплекс сооружений Института физики АН УССР на проспекте Науки, № 46 (1955, в соавторстве); отель «Москва» (ныне «Украина») на улице Октябрьской революции (ныне Институтская), № 4 (1951—1961, в соавторстве); жилой массив Нивки (1955—1958, в соавторстве); кинотеатр «Украина» на улице К. Маркса (ныне улица архитектора Городецкого); № 5 (1959—1964, в соавторстве) у Киеве; детский лагерь авиационного объединения в Конче-Заспе (1976—1984); жилой дом в Нежине (1989).

## Награды и премии
- Сталинская премия третьей степени (1951) — за архитектуру жилого дома по Владимирской улице в Киеве